# Natalia Zabiyako
Natalia Aleksándrovna Zabiyako (en ruso: Наталья Александровна Забияко; Tallin, 15 de agosto de 1994) es una patinadora artística sobre hielo estoniorusa. Compite para Rusia con Aleksandr Énbert.

## Vida personal
Nació en la capital de Estonia. Su madre es ciudadana estonia, su padre tiene un pasaporte de extranjero estonio, y sus abuelos son ciudadanos rusos que viven en Novorosíisk.
De 2010 a 2014, vivió en los Estados Unidos con una familia emigrante rusa. En abril de 2014, dijo que planeaba mudarse a Moscú y solicitar la ciudadanía rusa. Se convirtió en ciudadana rusa el 19 de diciembre de 2014.
Desde inicios del 2022, está en una relación con la tenista rusa Daria Kasátkina.

## Carrera deportiva

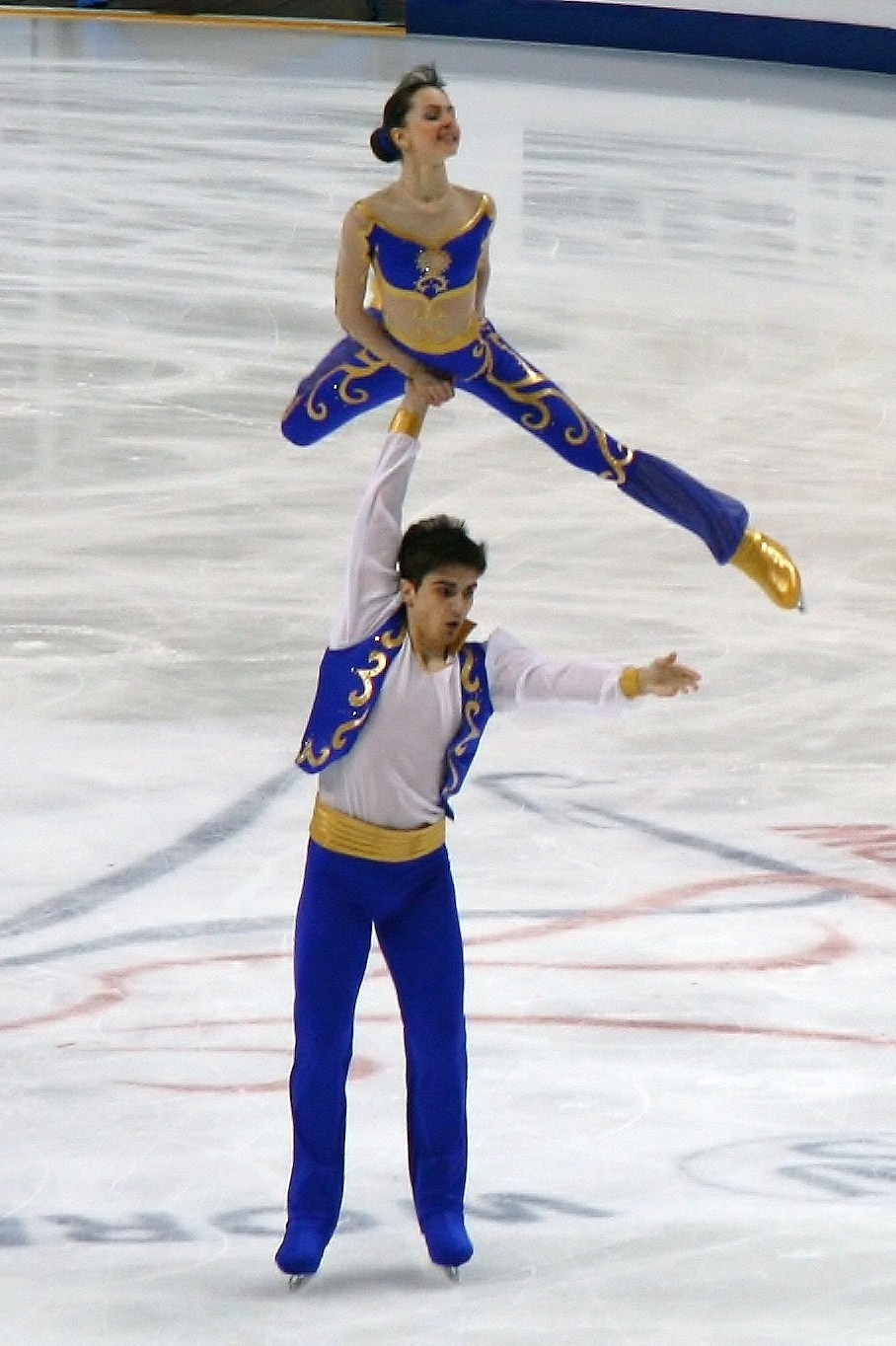
Zabiyako junto a Serguéi Kulbach en el Campeonato Mundial de Patinaje Artístico sobre Hielo de 2011.

### Para Estonia
Comenzó a patinar cuando tenía cuatro años. A los 15 años, comenzó a competir en los eventos de parejas, asociándose con Serguéi Muhhin.
En 2010, Zabiyako se asoció con el patinador ucraniano Serguéi Kulbach para representar a Estonia. Después de debutar en el Trofeo Nebelhorn 2010, la pareja se ubicó 13° en el Campeonato Europeo de 2011 y 16° en el Campeonato Mundial de 2011. Zabiyako se lastimó la espalda como resultado de una caída en el Trofeo NRW en diciembre de 2011, lo que les impidió competir en el Campeonato Europeo de 2012. El 15 de febrero de 2012, se informó que Zabiyako y Kulbach se habían separado.
En octubre de 2012, se asoció con el patinador ruso Alexandr Zaboev para competir por Estonia. Al finalizar novenos en el Trofeo Nebelhorn 2013, ganaron un lugar para Estonia en patinaje artístico en los Juegos Olímpicos de Sochi 2014 en Rusia. Zaboev solicitó la ciudadanía estonia, requerida para representar al país en los Juegos Olímpicos, pero en noviembre de 2013, el país le denegó su solicitud de vía rápida.
Zabiyako y Zaboev ocuparon el décimo puesto en el Campeonato Europeo de 2014 y el 19° en el Campeonato Mundial de 2014. A finales de marzo de 2014, Zabiyako terminó su asociación, diciendo que era demasiado difícil trabajar con él y la Federación Estonia de Patinaje no les proporcionó suficiente apoyo financiero. A principios de abril de 2014, el Secretario General de la Unión de Patinaje de Estonia presentó una refutación oficial de las declaraciones de Zabiyako, las cuales las calificó de «calumniosas y falsas».

### Para Rusia

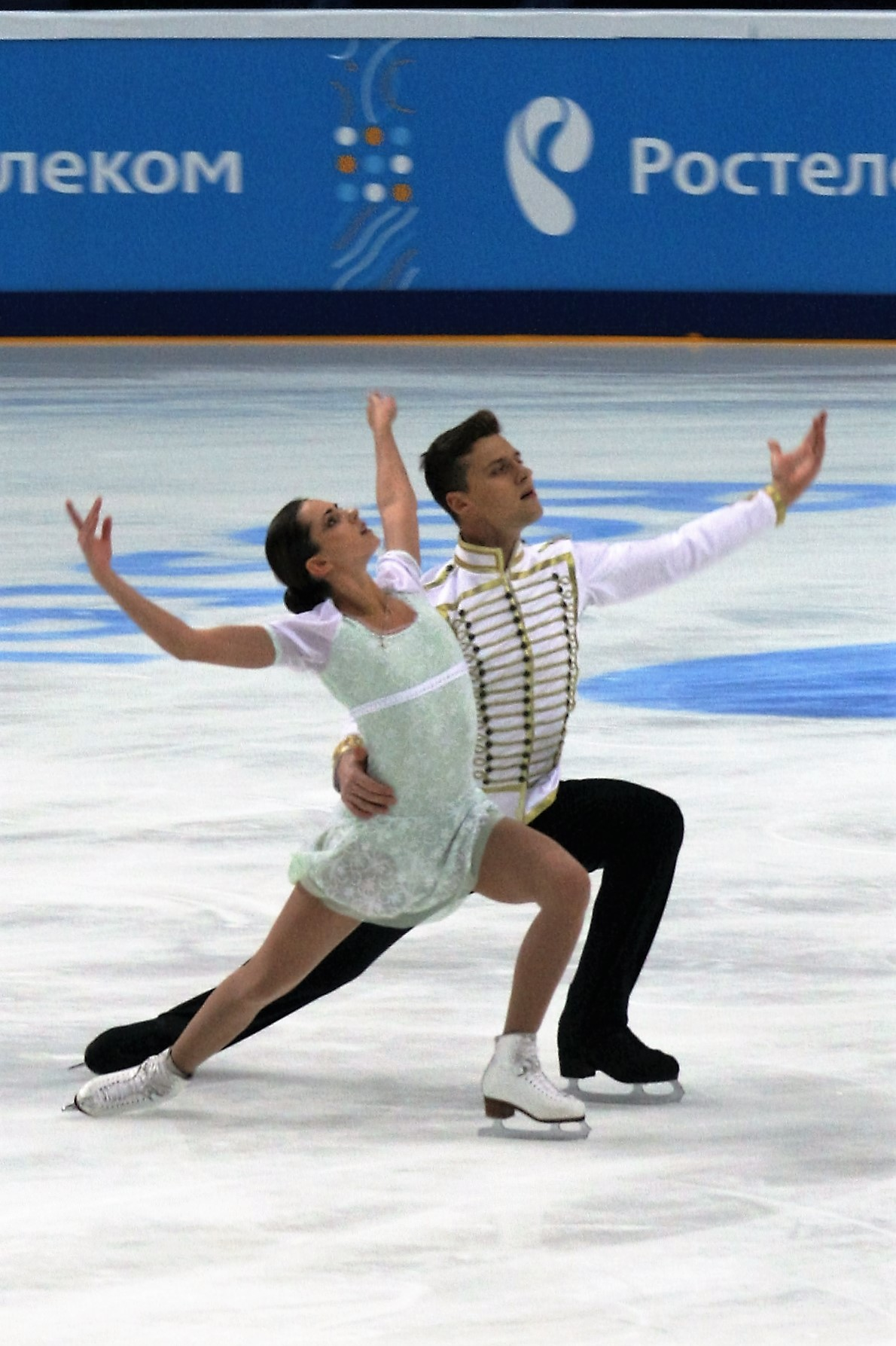
Zabiyako y Énbert en la Copa Rostelecom 2016.

En abril de 2014, Zabiyako dijo que se mudaría a Moscú para trabajar con Nina Mozer y probar con diferentes patinadores, con la intención de competir por Rusia. Las reglas de la Unión Internacional de Patinaje sobre Hielo (ISU) requieren que los patinadores pasen un cierto tiempo después de un cambio de país. En julio de 2015, se asoció con Aleksandr Énbert y fue autorizada para representar a Rusia a nivel internacional.

#### Temporadas
El debut internacional de Zabiyako y Énbert se produjo en octubre de 2015 en el Mordovian Ornament 2015, un evento Challenger Series (CS) en el que ganaron una medalla de plata. En noviembre, el par apareció por primera vez en la serie Grand Prix, ubicándose quinto en la Copa Rostelecom 2015. A principios de diciembre, terminaron en cuarto lugar en el CS Golden Spin 2015 de Zagreb y terceros en la clasificación de CS. En el Campeonato Ruso de 2016, el par se ubicó quinto en ambos segmentos y en los resultados generales.
Zabiyako y Énbert comenzaron la temporada 2016-17 en la Serie Challenger, obteniendo la medalla de bronce en el Trofeo CS Ondrej Nepela 2016. En cuanto a la serie Grand Prix, la pareja ganó la medalla de plata en la Copa Rostelecom 2016, habiendo obtenido el primer lugar en el evento corto y el segundo en el de patinaje libre detrás de los alemanes Aliona Savchenko y Bruno Massot.
Comenzaron la temporada 2017-2018 en la Serie Challenger, ganando una medalla de oro en el Trofeo CS Lombardía 2017 y en el Trofeo CS Ondrej Nepela 2017. En su primer evento de Grand Prix de la temporada, quedaron en cuarto lugar en Skate Canada International 2017 luego de quedar cuarto en el programa corto y en el patinaje libre. En su segundo evento de Grand Prix en 2017 Skate America, quedaron en cuarto lugar después de ocupar el cuarto lugar en el programa corto y el quinto en el patinaje libre.

#### Pyeongchang 2018
En 2018 fue seleccionada para competir para el equipo de atletas olímpicos de Rusia (debido a la sanción del Comité Olímpico Internacional contra el Comité Olímpico Ruso) en los Juegos Olímpicos de Pyeongchang 2018, celebrados en Corea del Sur. Participó en el evento de patinaje artísticos por equipos, obteniendo la medalla de plata.